# Cadillac Type 53
La Cadillac Type 53 est le premier véhicule routier à utiliser une configuration moderne des commandes avec levier de vitesses et frein à main entre les deux sièges avant, une clé de contact démarreur et trois pédales : embrayage à gauche, frein au centre et accélérateur à droite. Bien que cette voiture ne soit pas très populaire, elle a créé l'aménagement moderne de l'automobile qui est encore utilisé aujourd'hui. Cette disposition s'est démocratisée avec l'Austin 7, qui a copié la disposition des commandes de la Cadillac Type 53. 
Produite entre 1916 et 1921 à l'usine Cass Street et Amsterdam Avenue de Détroit, elle est équipée d'un moteur V8 d'une cylindrée de 5,2 litres pour 43 chevaux. Sa carrosserie est notamment fournie par Fleetwood Metal Body Company à Fleetwood, en Pennsylvanie. Elle succède à la type 51 et sera remplacée par la type 55 dès l'année suivante. 